# Пауль Пума
Пауль Фернандо Пума Торрес (Кіто, 1972) — еквадорський поет, драматург і літературний критик. Він також працює професором літератури в університеті, його поетичні книги характеризуються розповіддю довгих віршів.

## Життєпис
Пауль Пума народився в місті Кіто в 1972 році, у 2014 році отримав ступінь магістра з літератури в Андському університеті імені Симона Болівара, а в 2020 році отримав ступінь доктора з іспаноамериканської літератури в Університеті Аліканте.
У 1995 році, коли він написав свою першу збірку віршів Вірші про тварин, він експериментував із дослідженням мови. Відтоді він наважився на різні літературні жанри, такі як: оповідання, романи, есе та театр.
У 2016 році його робота B2 розгортається в інтернет-кабіні, в якій через віртуальну платформу він хоче поспілкуватися, і головним героєм якої є афро-нащадок Есмеральди. Наступного року він опублікував науково-фантастичну п'єсу Міккі Маус і Гого в апокаліптичному всесвіті, поставлену в 2001 році.
У 2018 році з'явилася Невидима клітина, збірка віршів, написана в чотири руки разом з Ернесто Карріоном, протягом усієї роботи жоден із двох авторів не розкриває параграф, який вони написали. Того ж року він опублікував свою п'єсу Скарб Лланганатіс, цю п'єсу було перекладено англійською мовою.
Серед його останніх творів — відзначена нагородою поетична збірка Шарапова. А також поетичну книгу Мандала, яка була написана під час обмеження пандемії Covid-19, та університетський текст під назвою Педагогіка в цінностях всередині та поза класом.

## Подяки
Серед його найвідоміших творів — збірка віршів Феліпе Гуаман Пома де Аяла (лауреат у 2002 році премії Ауреліо Еспіноса Політа в категорії «Поезія») та науково-фантастична п'єса Міккі Маус і Гого (лауреат у 2017 році Хоакін Галлегос Лара). У 2017 році він отримав друге місце на премії Pichincha Poetry Prize за свою роботу Шарапова, яка була опублікована в 2019 році.

## Доробок
Його праці включають такі публікації:

### Поезія
- Вірші про тварин (1995)[7]
- Елой Альфаро Гіпер зірка (2001)
- Феліпе Гуаман Пома де Аяла (2002)
- Пі (2010)
- Пол Пума: Персональна антологія (2011)
- Міша (2012)
- B2 (2016)[3]
- Невидима клітина (2018) з Ернесто Карріоном[10]
- Шарапова (2019)
- Мандала

### Театр
- Дональд Дак хворий на СНІД або як вибрати знаряддя відчаю (1996)
- Міккі Маус і Гого (2001)
- Нещасний принц (2005)
- Скарби Лланганатіс (2018)
- Найкращі друзі (2019)

### Огляди
- Короткий підхід до есе Мігеля Доносо Парехи (2013)
- Література Еквадору (2017)[11]
- Театр абсурду в Еквадорі (2018)

### Казки
- Монгольська пляма (2019)

### Романи
- Слабке сяйво на ім'я Клаус (2019)

### Цифрові видання
- Педагогіка в цінностях у класі та поза ним